# Perozes
Perozes (en griego: Περόζης, del persa medio Pērōz) fue el general de la Persia sasánida que se opuso al Imperio bizantino bajo el mando de Belisario en la batalla de Dara (530).
Según la descripción del historiador bizantino Procopio de Cesarea, era "un persa, cuyo título era "mirranes" (pues así designan los persas este cargo), Perozes de nombre". Mirranes (Μιρράνης) sin embargo probablemente no se refiere a un cargo, sino a la Casa de Mihran, uno de los siete grandes clanes nobiliarios del Imperio sasánida. Tras su derrota en Dara, fue deshonrado por el sah persa Kavadh I. No se sabe nada más de su vida. Sin embargo, puede ser idéntico a los mirranes que según Procopio intentó sitiar Dara durante la Guerra de Anastasio.